# Clément (évêque de Dunblane)
Pour les articles homonymes, voir Clément.
Clément est un prélat écossais mort en 1258. Il est évêque de Dunblane de 1233 à sa mort.

## Biographie
Membre de l'ordre des Prêcheurs, Clément est le premier dominicain à accéder au rang d'évêque dans les îles Britanniques. Il s'efforce de redresser la situation économique de son diocèse en négociant avec les institutions religieuses et séculières ayant détourné ses revenus légitimes à leur profit. S'il ne sort pas gagnant de toutes ces négociations, il parvient à éviter que son siège épiscopal soit déplacé à l'abbaye d'Inchaffray et amasse suffisamment d'argent pour commencer la reconstruction de la cathédrale de Dunblane. Il prend également en charge le diocèse d'Argyll durant sa vacance à la fin des années 1240.
Clément est présent auprès du roi Alexandre II lors de la campagne en Argyll durant laquelle il trouve la mort en 1249. Durant la minorité de son fils et successeur Alexandre III, il fait partie des Gardiens du royaume chargés d'assurer la régence. Il meurt en 1258, probablement le 18 mars.